# Krystyna Jędralska
Krystyna Jędralska – polska ekonomistka, dr hab. nauk ekonomicznych, profesor zwyczajny Kolegium Zarządzania, Katedry Zarządzania Przedsiębiorstwem Uniwersytetu Ekonomicznego w Katowicach, Śląskiej Międzynarodowej Szkoły Handlowej Uniwersytetu Śląskiego w Katowicach, oraz Górnośląskiej Wyższej Szkoły Handlowej im. Wojciecha Korfantego w Katowicach.

## Życiorys
Obroniła pracę doktorską, 31 maja 1993 habilitowała się na podstawie dorobku naukowego i pracy zatytułowanej Zachowania przedsiębiorstw w sytuacjach niepewnych i ryzykownych. 20 maja 2005 nadano jej tytuł profesora w zakresie nauk ekonomicznych. Objęła funkcję profesora zwyczajnego w Śląskiej Międzynarodowej Szkole Handlowej na Uniwersytecie Śląskim w Katowicach, Kolegium Zarządzania, Katedry Zarządzania Przedsiębiorstwem na Uniwersytecie Ekonomicznym w Katowicach, a także w Górnośląskiej Wyższej Szkole Handlowej im. Wojciecha Korfantego w Katowicach.
Była dyrektorem w Śląskiej Międzynarodowej Szkole Handlowej na Uniwersytecie Śląskim w Katowicach i dziekanem na Wydziale Zarządzania  Uniwersytetu Ekonomicznego w Katowicach.

## Publikacje
- 2005: Controlling w zarządzaniu przedsiębiorstwem – nowe wyzwania. Część I[1]
- 2005: Controlling w zarządzaniu przedsiębiorstwem – nowe wyzwania. Część II[1]
- 2006: Adaptacyjno-koordynacyjna funkcja controllingu[1]